# Тарасона
Тарасо̀на (на испански: Tarazona) е испански град в провинцията на Сарагоса (на 86 км), област Арагон с около 11 000 жители. Преобладаващият архитектурен стил на стария център е мудехар. През града минава реката Кейлес, а вблизост се намира планината Монкайо. Светецът-покровител на града е Атилан. В Тарасона се намира единственият в Испания център за литературни преводачи, La Casa del Traductor, част от международната мрежа за подобни институти RECIT.

## Празници
На 27 август е един от най-старите и посещавани празници на Тарасона: точно в 12 на обяд мъж, преоблечен като клоун в жълто, червено и зелено, с глава, скрита с качулка, изскача от Кметството и прави кратка обиколка по улиците на града, докато всички присъстващи (традиционното облекло е бяло, със син пояс или шал) го замерват със зрели домати. За ролята на Сипотегато, смятана за много престижна, всяка година се тегли жребий.